# Sega AM1
Wow Entertainment foi um estúdio da Sega, conhecida anteriormente como AM1. São responsáveis, entre outros jogos pela série de jogos de tiro "House of the Dead". Na reestruturação da Sega ocorrida em 2004, a Wow se juntou à Overworks, dando origem à Sega Wow.

## Jogos

### Jogos desenvolvidos pela AM1
- Decathlete — (1996) — Arcade (ST-V), Sega Saturn
- Dynamite Deka / Die Hard Arcade — (1997) — Arcade (ST-V), Sega Saturn
- House of the Dead — (1997) — Arcade (Model 2), Sega Saturn
- Harley Davidson & LA Riders — (1998) — Arcade (Model 3)
- House of the Dead 2 — (1998) — Arcade (Sega NAOMI), Sega Dreamcast
- Sega Bass Fishing — (1998) — Arcade (Model 3), Sega Dreamcast
- Brave Firefighters — (1999) — Arcade (Sega Hikaru)
- Dynamite Deka 2 / Dynamite Cop — (1999) — Arcade (Model 2), Sega Dreamcast
- Zombie Revenge — (2000) — Arcade (NAOMI), Sega Dreamcast

### Jogos desenvolvidos pela Wow Entertainment
- World Series Baseball 2K1 — (2000) — Arcade, Sega Dreamcast
- Giant Gram — (2000) — Sega Dreamcast
- Sega Marine Fishing — (2000) — Arcade (NAOMI), Sega Dreamcast
- Sports Jam — (2000) — Arcade (NAOMI)
- Wild Riders — (2001) — Arcade (NAOMI 2)
- House of the Dead III — (2002) — Arcade (Sega Chihiro), Xbox

### Jogos desenvolvidos pela Sega Wow
- Kunoichi — (2004) — PlayStation 2